# Cotoneaster cashmiriensis
Cotoneaster cashmiriensis är en rosväxtart som beskrevs av Klotz. Cotoneaster cashmiriensis ingår i släktet oxbär, och familjen rosväxter. Inga underarter finns listade i Catalogue of Life.